# Megachile jenseni
Megachile jenseni är en biart som beskrevs av Heinrich Friese 1906. Megachile jenseni ingår i släktet tapetserarbin, och familjen buksamlarbin. Inga underarter finns listade i Catalogue of Life.